# Deutsche Hopfenstraße

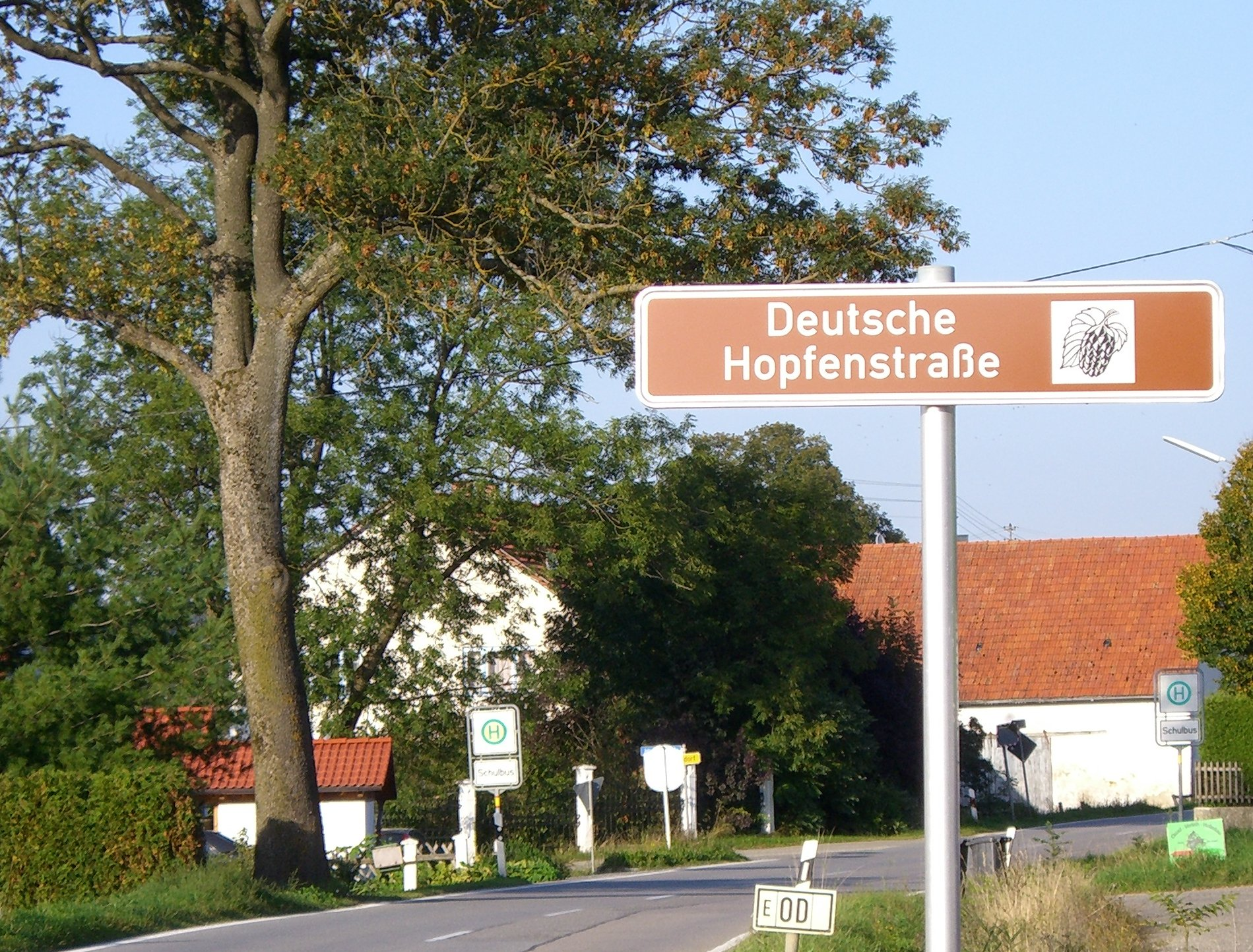
Deutsche Hopfenstraße

Deutsche Hopfenstraße ist die touristische Bezeichnung der ca. 70 km langen Bundesstraße 301, die durch die Hallertau von Freising nach Abensberg führt. Aus der Hallertau (auch: Holledau genannt) stammt etwa ein Drittel des weltweit angebauten Hopfens.
Bereits im 12. Jahrhundert hatte dieser Verkehrsweg Bedeutung für den Handel, die Bezeichnung Deutsche Hopfenstraße führte sie inoffiziell seit 1955. Am 23. Juni 2006 erfolgte die Benennung auch offiziell.

## Verlauf
- Freising
- Au i. d. Hallertau
- Mainburg
- Elsendorf
- Siegenburg
- Abensberg